# Prunet-et-Belpuig
Prunet-et-Belpuig település Franciaországban, Pyrénées-Orientales megyében. Lakosainak száma 45 fő (2022. január 1.). Prunet-et-Belpuig Caixas, Calmeilles, Saint-Marsal, La Bastide és Boule-d’Amont községekkel határos.

## Népesség
A település népességének változása:
| Lakosok száma | 53   | 49   | 49   | 49   | 48   | 47   | 47   | 45   |
|               | 2013 | 2015 | 2017 | 2018 | 2019 | 2020 | 2021 | 2022 |